# Vlag van het Verenigd Koninkrijk

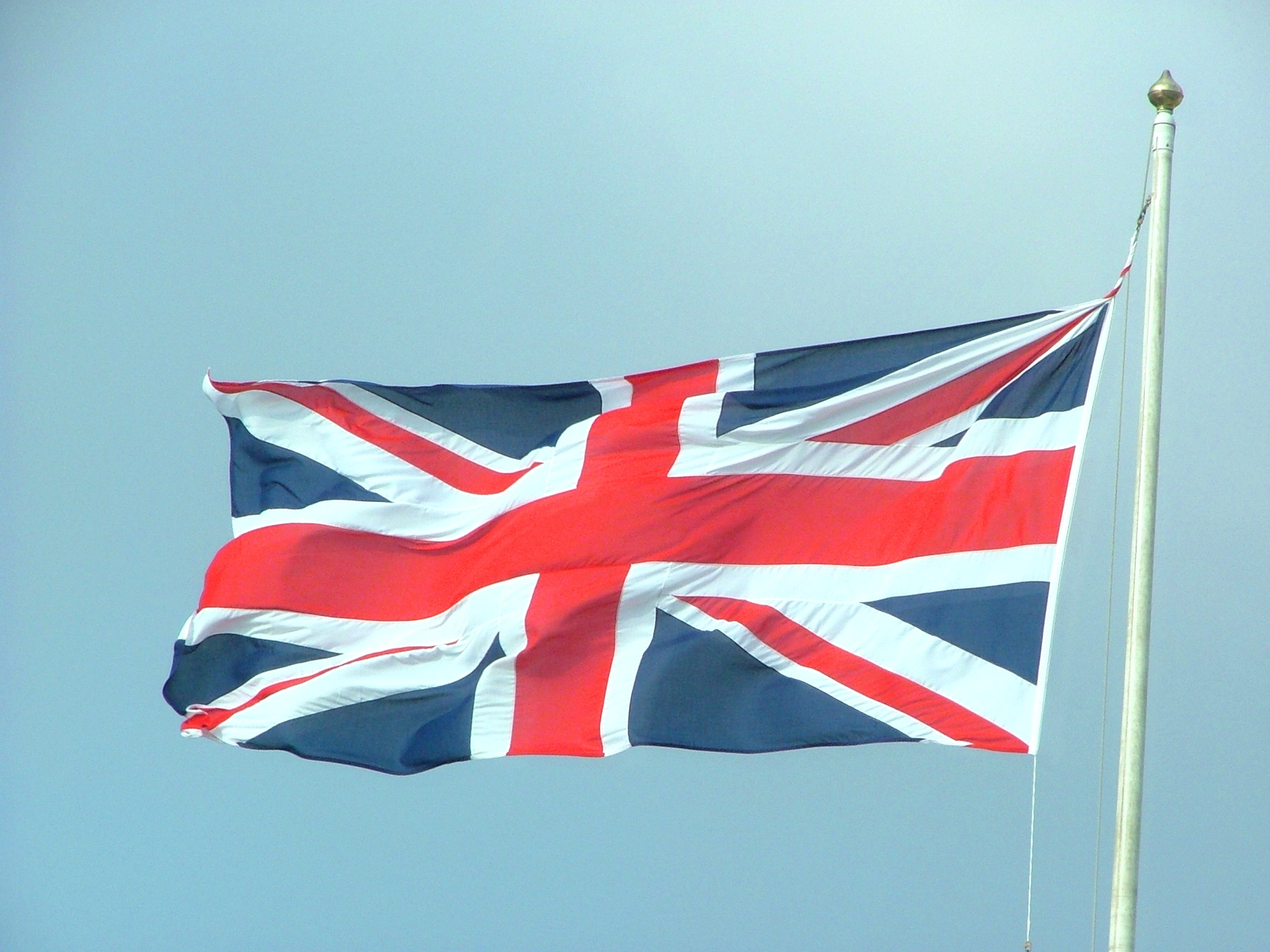
Vlag van het Verenigd Koninkrijk (verhouding 1:2), aan een mast

De vlag van het Verenigd Koninkrijk of de Union Flag, ook wel de Union Jack genoemd, is de nationale vlag van het Verenigd Koninkrijk van Groot-Brittannië en Noord-Ierland, en werd ook in heel het Britse Rijk gebruikt. De vlag behoudt een officiële of semi-officiële status in vele landen van het Commonwealth realms.
De vlag wordt ook wel de Union Jack genoemd, hoewel dit niet correct is, omdat jack geus betekent, een vlag die in de mast van een schip gehesen wordt. Daarom wordt de vlag dan ook officieel de Union Flag genoemd, alhoewel men deze vlag nimmer op een schip zal voeren; schepen voeren namelijk een van de Britse vaandels. In Canada wordt de Union Flag de Royal Union Flag genoemd. De vlag gebruikt op Amerikaanse schepen wordt ook de Union Jack genoemd.
Het huidige ontwerp van de vlag dateert van 1801, toen de kronen van Groot-Brittannië en Ierland verenigd werden in het Verenigd Koninkrijk van Groot-Brittannië en Ierland.
De correcte verhoudingen voor de vlag zijn 3:5 op het land, terwijl op schepen de verhouding 1:2 gebruikt wordt. Omdat de vlag een heraldisch object is, staan de precieze kleuren niet vast en worden ze alleen gedefinieerd als de heraldische kleuren azuur, keel en zilver. De door het College of Arms aanbevolen Pantone-kleuren zijn 186 voor rood en 280 voor blauw; CMYK-waarden: C0 M91 Y76 K6 voor rood en C100 M72 Y0 K18.5 voor blauw.

Verticale oriëntatie

De vlag is niet symmetrisch. De schuine rode strepen (van het Sint-Patrickkruis) liggen niet midden in de brede witte strepen (van het Sint-Andrieskruis). Bij de broeking (de kant bij de vlaggenstok) liggen de rode strepen lager, bij de vlucht hoger. Dit is belangrijk wanneer de vlag ondersteboven wordt gehangen als noodsignaal. Door de asymmetrie wil men de indruk vermijden dat het ene kruis boven het andere ligt.

## Geschiedenis

### Eerste Union Flag
De Union Flag ontstond toen koning Jacobus VI van Schotland ook Jacobus I van Engeland werd op 12 april 1606. Het rode Sint-Joriskruis van de vlag van Engeland werd op de vlag van Schotland geplakt. De achtergrond van de Union Flag is echter een dieper blauw dan dat van de Schotse vlag. De vlag van Wales werd niet opgenomen in de Union Flag, aangezien Wales al veel vroeger geannexeerd was door Engeland, onder Eduard I van Engeland.

### Huidige Union Flag
Het huidige ontwerp van de vlag dateert van 1801, toen de kronen van Groot-Brittannië en Ierland verenigd werden, en het Verenigd Koninkrijk ontstond. Het rode andrieskruis werd boven op de toen al bestaande Union Flag geplakt. Het rode kruis is afkomstig van het schild van de familie Fitzgerald, die door Hendrik II van Engeland naar Ierland gestuurd werd om de Engelse heerschappij over het eiland te verzekeren. Een harp, een Keltisch kruis, een shamrock, of later een Ierse driekleur werden veel meer gebruikt. In Noord-Ierland wordt deze vlag nog wel gebruikt.

## Status
De Union Flag werd geassocieerd met het Britse koningshuis, en is in feite geen nationale vlag. In 1908 werd echter besloten dat de Union Flag gezien zou moeten worden als de nationale vlag. Burgers mochten de vlag onbeperkt gebruiken, hoewel op schepen het gebruik aan strengere regels was onderworpen (zie Britse vaandels).
Aan het einde van het Great Flag Debate van 1964 nam Canada de vlag van Canada aan. De Union Flag was uitsluitend een symbool voor het Canadese lidmaatschap van het Gemenebest en wordt op feestdagen naast de Canadese vlag gehesen.

## Verwante vlaggen

### Vlaggen van de deelstaten van het Verenigd Koninkrijk
| Union Flag                      |                                                     |
| Engelse vlag                    |                                                     |
| Schotse vlag                    |                                                     |
| Noord-Ierse vlag                | "Vlag van Noord-Ierland" · "Kruis van Sint-Patrick" |
| Welshe vlag (geen verwantschap) | "Kruis van Sint-David"                              |

### Gebruik in andere vlaggen
De Union Flag wordt gebruikt in de broektop van de vlaggen van verschillende ex-kolonies van het Verenigd Koninkrijk. De achtergrond van het veld van deze vlaggen is meestal dezelfde als die op de vlaggen van de Royal Navy-squadrons die in het gebied patrouilleerden.
Alle overzeese gebieden en deelstaten van het Verenigd Koninkrijk gebruiken de Union Flag in een of andere vorm. Verschillende ex-kolonies, waaronder Australië, Nieuw-Zeeland, Tuvalu en Fiji hebben de Union Flag in hun eigen nationale vlag behouden. Dit was ook het geval in Canada, tot in 1965 hun nieuwe vlag werd ingevoerd. De Union Flag is nog gebruikt in de vlaggen van de Canadese provincies Brits-Columbia, Manitoba en Ontario. In het kanton van de vlag van Hawaï wordt de Union Flag om een of andere reden nog altijd behouden, hoewel de eilandengroep een staat is van de Verenigde Staten. Alle vlaggen van de zes staten van Australië hebben de Union Flag in hun kantons.